# イシバシプラザ
イシバシプラザ（英表記：ISHIBASHI PLAZA）は、静岡県沼津市にあったショッピングセンター。イトーヨーカドー沼津店。
1978年（昭和53年）7月13日開店、2021年（令和3年）8月22日閉店。

## 概要
1973年（昭和48年）7月に当地にあった製糸工場を閉鎖となり、同年9月に「リコー通り商店街」を中心とする沼津駅北地区商店街と周辺地区の自治会長が連名で商業施設の開設を要望し、同年10月に石橋株式会社を設立し、ショッピングセンターの開設を目指したのが始まりである。
工場跡地約6万m2のうち約半分は静岡県東部総合庁舎や沼津市民体育館などの公共施設用地となっており、残された約3万m2の敷地に百貨店田中屋伊勢丹とスーパーイトーヨーカ堂を核店舗として120店が入居するショッピングセンターを建設するのが当初の構想であった。
ところが、第1次オイルショックが発生したことから、百貨店の出店は実現しなかった。
当初は周辺住民の一部から自動車騒音や排気ガス・ビル風などの問題による地域環境の悪化を懸念する声もあり、仲見世商店街を中心とする駅南地区商店街からは大型店出店による競争激化を懸念する声も出て市外からの参入となるイトーヨーカ堂反対運動が展開される結果となり、話し合いと関係調整のため駅北商店街の要望書提出より5年を掛けることとなった。
こうして、1978年（昭和53年）7月13日にイトーヨーカ堂を核店舗として開業したが、当初は商調協の関係で地下1階から地上2階までの売り場でのみで営業することになり、開業1年後に3階部分の営業を開始して全館が開業となった。
正面入り口は、緑の小公園とレンガタイル張りの歩道から1階に入店できるようになっていたほか、煉瓦と水糸の滝の掘り込み広場から地下1階の入り口に入店するルートも配置し、物販フロアの営業終了後の飲食店街への出入り口を兼ねる構造となっていた。
また、来店客の自動車と商品搬入用のルートを立体交差で分離して安全を確保する形式を採用していた。
建物地下1階・地上4階建て（一部5階建て）で、1階には2階まで吹き抜けで動く彫刻が置かれた広場が配置された他、トップライトから陽光が降り注ぐ3階から4階までの吹き抜けもあり、ゆったりとした印象を与えることを目指していた。
また、開業時には、300名収容のホールや文化教室、市立図書館などのコミュニティ施設も館内に設置されていた。
専門店街への出店は、開業時には商調協の指導もあり、地元の専門店が高めであったが、自由に閉店できないなどの制約もあることから、徐々に減少していった。
また、地下飲食店街も物販店舗の営業終了後の時間帯の集客の悪さなどから、開業時の15店舗から1993年（平成5年）には6店舗と減少し、空いたフロアは物販店舗が導入されることになった。
文化教室も運営が困難であるとして閉鎖された。
1987年（昭和62年）6月には立体駐車場を開設して駐車場を拡大した。
1993年（平成5年）にはイトーヨーカ堂が4日間、専門店街を26日間休業して、大規模なリニューアルを行い、新装開店した。
2021年3月、石橋生絲は建物の老朽化や近隣の商環境の変化等を理由に、2021年（令和3年）8月22日で閉店し、建物は解体された。

## 備考
なお、株式会社イシバシプラザの親会社・石橋生絲株式会社は、1985年（昭和60年）に閉鎖した我孫子工場跡に1990年（平成2年）2月22日にイシバシ・ショッピングプラザ・アビイクオーレを開業した。